# Сорболо
Сорболо (італ. Sorbolo) — муніципалітет в Італії, у регіоні Емілія-Романья,  провінція Парма.
Сорболо розташоване на відстані близько 370 км на північний захід від Рима, 85 км на північний захід від Болоньї, 11 км на північний схід від Парми.
Населення — 9591 особа (2014).
Щорічний фестиваль відбувається 15 лютого. Покровитель — SS. Faustino e Giovita.

## Демографія
Населення за роками:

Станом на 31 грудня 2014 року в муніципалітеті офіційно проживали 874 іноземці з 49 країн, серед них 146 громадян країн Євросоюзу та 35 громадян України.

## Сусідні муніципалітети
- Брешелло
- Гаттатіко
- Меццані
- Парма